# Petergruppe
Die Petergruppe (dänisch Petergruppen) war eine Terrorgruppe, welche im Auftrag des Sicherheitsdienstes des Reichsführers SS VI B unter Leitung von Alfred Naujocks im besetzten Dänemark 94 vollendete und 25 versuchte Ausgleichsmorde verübte. Die Gruppe wurde nach ihrem deutschen Anstifter Otto Schwerdt alias Peter Schäfer benannt. Der dänische Nationalsozialist und Kollaborateur Henning E. Brøndum schloss sich 1944 der Petergruppe an. Nach dem Krieg wurde die Gruppe auch Brøndumbande genannt, da Brøndum an zahlreichen Aktionen maßgeblich beteiligt war. Bekannt geworden sind die Ermordung des Pastors Kaj Munk am 4. Januar 1944 sowie die Zerstörung des Aussichtsturmes Odinstårnet in Odense am 14. Dezember 1944.
Zahlreiche Sprengstoffanschläge waren im Jahr 1944 entweder gegen Personen, die des Widerstands gegen die Besatzungsmacht verdächtigt wurden bzw. deren Eigentum, aber auch Einrichtungen des öffentlichen Lebens in Dänemark gerichtet. Andere sollten Widerständlern zur Last gelegt werden, so etwa der Anschlag auf das Depot der Straßenbahn in Århus. In der Bevölkerung wurde diese Art der Sabotage als Schalburgtage bezeichnet, weil bald vermutet wurde, dass die Anschläge von Mitgliedern des Schalburgkorps, einem dänischen SS-Regiment, ausgingen.
Sieben dänische Mitglieder der Petergruppe (Henning E. Brøndum, Kaj Henning Bothilsen Nielsen, Ib Nedermark Hansen, Aage Thomas Mariegaard, Robert Lund, Helge Erik Lundqvist und Svend Thybo Sørensen) wurden im April 1947 zum Tod verurteilt und in der Nacht vom 8. auf den 9. Mai 1947 hingerichtet.
1949 wurde Otto Schwerdt vom Kopenhagener Stadtgericht beim Kleinen Kriegsverbrecherprozess zum Tode verurteilt. Das Østre Landsret (Östliches Landgericht) änderte die Strafe in 24 Jahre Gefängnis ab. 1953 wurde Schwerdt jedoch begnadigt und aus Dänemark ausgewiesen.
Naujocks wurde wegen der Ermordung dänischer Widerstandskämpfer beim Kleinen Kriegsverbrecherprozess zu einer mehrjährigen Haftstrafe verurteilt. Aufgrund des überaus milden Vorgehens der dänischen Justiz gegen deutsche Kriegsverbrecher wurde er bereits 1950 freigelassen.